# Santa Fe, New Mexico
Santa Fe este capitala statului New Mexico al Statelor Unite ale Americii și totodată sediul comitatul omonim, Santa Fe.